# Emancipação Católica
A Emancipação Católica foi um processo que ocorreu na Grã-Bretanha e Irlanda no final do século XVIII e início do século XIX, que tinha por objeto reduzir ou eliminar muitas das restrições impostas aos católicos, que tinham sido introduzidas pelos Atos de Uniformidade, as Test Acts e as Leis Penais. O requerimento de negar a autoridade espiritual do Papa e o dogma da transubstanciação formavam grandes obstáculos para os católicos romanos, ainda que alguns recebessem absolvição papal por fazer falsas afirmações com a finalidade de evitá-las. 
Em janeiro de 1766 o Papado reconheceu a dinastia Hanoveriana como os governantes legais da Inglaterra, Escócia e Irlanda, depois de setenta anos e a partir de então as leis penais começaram a se atenuar.

## Primeira Lei
O primeiro ato da ajuda católica foi aprovado em 1778, sujeito a um juramento contra reivindicações da Casa de Stuart ao trono e da jurisdição civil do Papa, aos católicos romanos foi permitido o direito à propriedade e herdar terras na Grã-Bretanha, além de se juntar ao exército. A reação contra ele foram os Gordon Riots em 1780. Mais ajuda foi dada a eles em 1791. O Parlamento irlandês adotou registros similares entre 1778 e 1793. Dado que a lei do sufrágio foi determinada, principalmente, pela propriedade, a ajuda deu o direito implícita e explicitamente de voto de alguns católicos romanos. Eles também começaram a ter acesso a muitas profissões a partir do qual eles haviam sido excluídos. A possibilidade de uma maior emancipação política foi considerada em 1800 durante a Ato de União entre Grã-Bretanha e Irlanda, mas não foi incluída no texto da Lei, porque teria levado a uma maior oposição aos protestantes irlandeses para a União, mas era esperado para ser dado a um proporcionalmente pequeno número de católicos romanos no Reino Unido em seu conjunto.

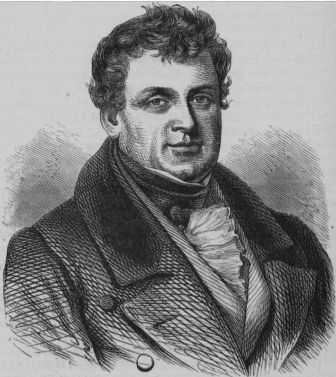
Daniel O'Connell.

O primeiro-ministro, William Pitt, tinha prometido que a Emancipação acompanharia ao Ato de União. Mas não foram dados maiores avanços nessa etapa, em parte pela crença do Rei Jorge III de que poderia violar seus Juramentos de Coroação. Pitt renunciou quando a oposição do Rei Jorge se fez pública e foi incapaz de cumprir sua promessa. A Emancipação Católica se converteu então em um ponto de debate. Em 1823, Daniel O'Connell começou uma campanha de rechaço do Ato da União e tomou a Emancipação Católica como seu ponto central, estabelecendo a Associação Católica.
Em 1828 foi proposto para a eleição no Condado de Clare na Irlanda e foi eleito ainda quando não poderia ocupar seu assento na Câmara dos Comuns. Repetiu isso em 1829 e a comoção resultante levou ao Duque de Wellington e a Sir Robert Peel, contra seus prévios juramentos, a introduzir e realizar as maiores mudanças com a Roman Catholic Relief Act 1829, removendo muitas das restrições substanciais sobre os católicos romanos no Reino Unido. Ao mesmo tempo, o valor da propriedade necessário para o direito a voto na Irlanda foi ajustado, reduzindo o número total de votantes (e especialmente os católicos romanos), apesar de ter sido atenuado na Reform Act 1832.
Portanto, se considera a 1829 como o momento da Emancipação Católica no Reino Unido. Todavia, a obrigação de apoiar financeiramente a Igreja da Inglaterra se manteve, resultando na Guerra do Dízimo e muitos outros assuntos menores perduraram. 
Uma série de reformas foram introduzidas ao longo do tempo, deixando o Decreto de Estabelecimento de 1701 como uma das poucas disposições que ainda discrimina os católicos romanos, neste caso, somente aqueles que aspiram ao título de Rei, Rainha, ou Consorte Real.